# Rue Alexandre-Dumas
Pour les articles homonymes, voir Alexandre Dumas (homonymie) et Dumas.
La rue Alexandre-Dumas est une rue des 11e et 20e arrondissements de Paris, en France.

## Situation et accès
Elle débute au 199, boulevard Voltaire et se termine au 69, place de la Réunion.
Elle est notamment desservie par la station de métro homonyme (ligne 2) et la station Rue des Boulets (ligne 9).
Au niveau du boulevard de Charonne, elle donne accès aux allées Neus Català et Maya Surduts.

## Origine du nom

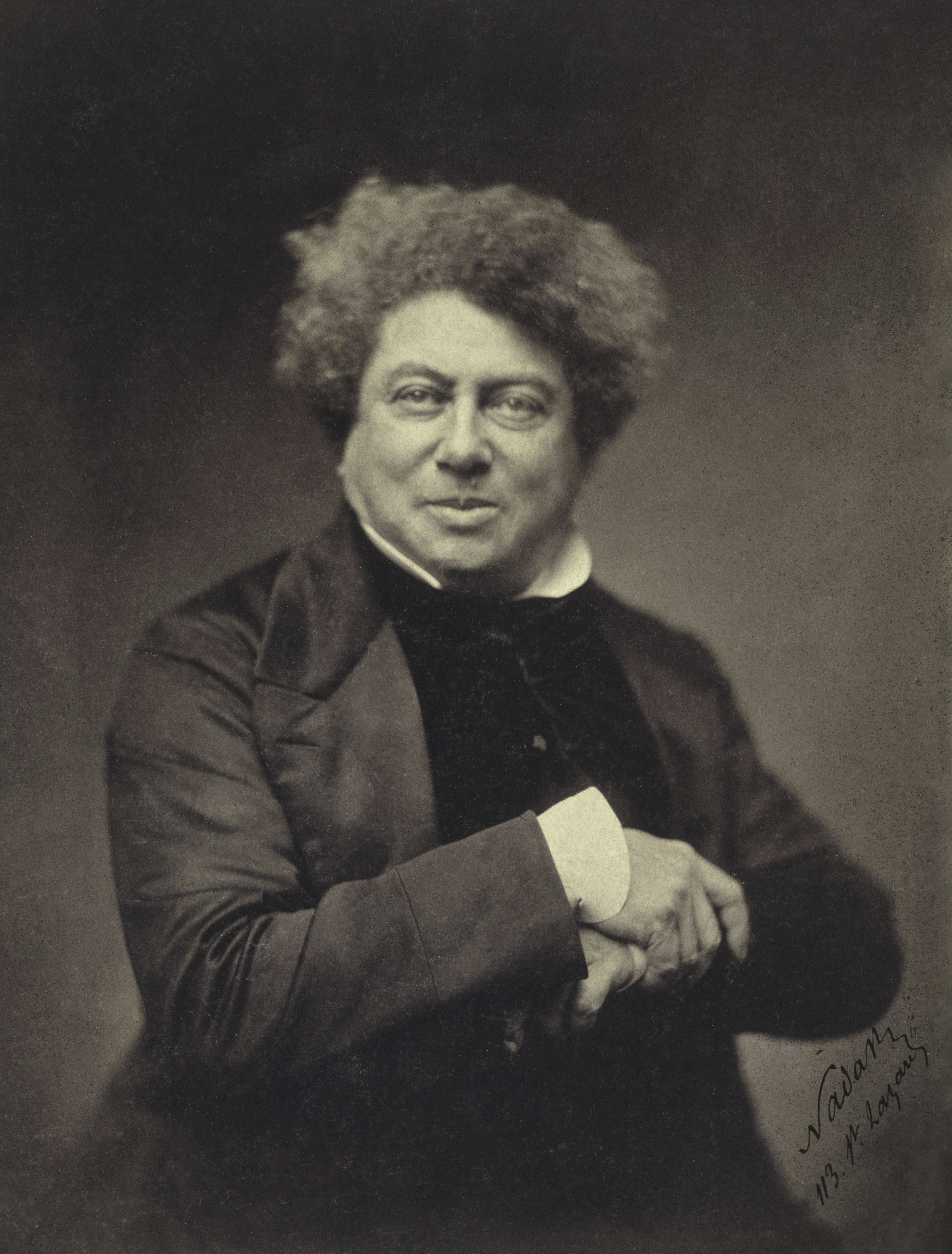
Alexandre Dumas.

Elle porte le nom du romancier et auteur dramatique, Alexandre Dumas, dit « Alexandre Dumas père » (1815-1870).

## Historique
Cette rue, ouverte par décret du 21 novembre 1872, prend sa dénomination actuelle par décret du 10 février 1875.
Une partie de la voie délimitait la ZAC Dorian.

## Bâtiments remarquables et lieux de mémoire
- No 32 : Le Tank media, lieu consacré à l'entrepreneuriat dans le domaine des médias[1] fondé par Mathieu Maire du Poset et Nicolas Vanbreemersch.
- No 75 : église Saint-Jean-Bosco ; construction originale en béton armé, bâtie de 1933 à 1937 sur les plans de l'architecte Dimitrou Rotter. Elle renferme des reliques de Jean Bosco (1815-1888), fondateur des Salésiens, canonisé en 1934. Son clocher, haut de 53 mètres, contient un carillon de 28 cloches. Cette église est un sanctuaire national, une paroisse parisienne et le centre de l'œuvre de Sainte-Anne de Charonne, fondée par l'abbé Henri Planchat (fusillé comme otage par la Commune en 1871, lors du massacre de la rue Haxo, et qui a donné son nom à la rue Planchat toute proche) et reprise en 1919 par les Salésiens.
- No 95 : home de Bon-Secours, orphelinat luthérien fondé en 1863 par le pasteur Hosemann, pour garçons de 6 à 15 ans.

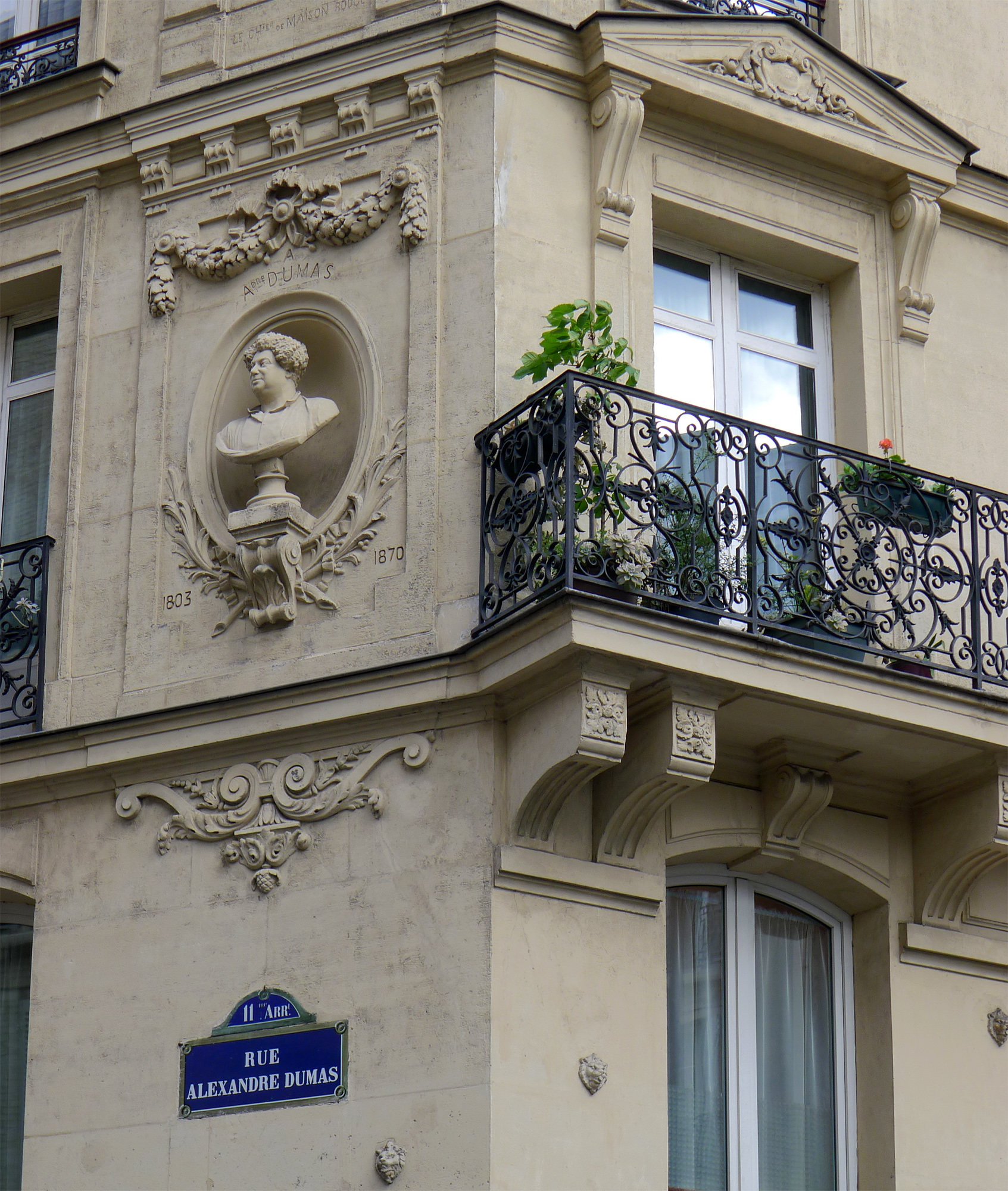
Médaillon d'Alexandre Dumas à l'angle de la rue et du boulevard Voltaire.
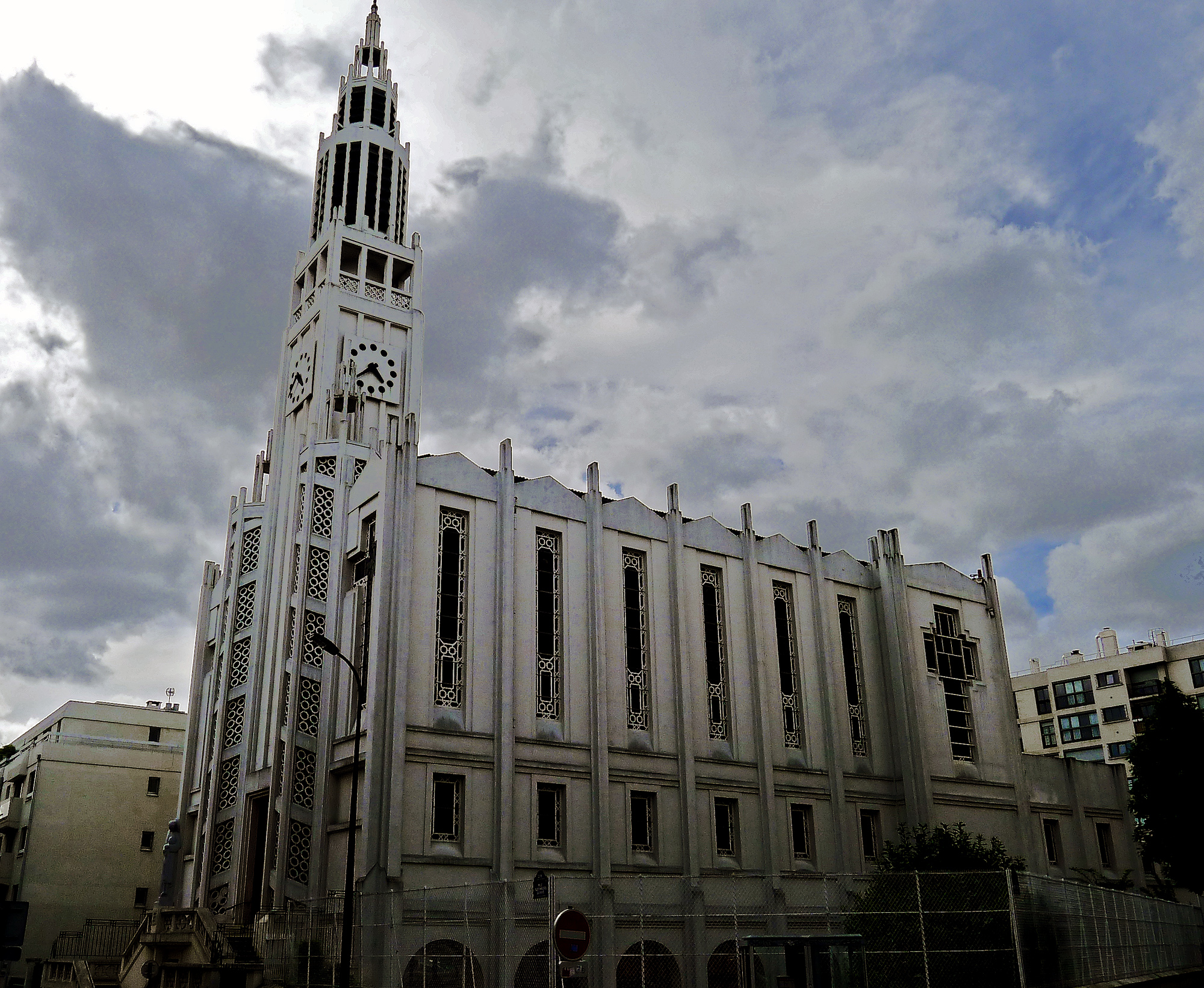
Église Saint-Jean-Bosco.